# Julie Harris
Julia Ann Harris (Grosse Pointe (Michigan), 2 december 1925 – West Chatham (Massachusetts), 24 augustus 2013) was een Amerikaans Oscargenomineerde actrice.
Harris maakte haar filmdebuut in The Member of the Wedding (1952) en werd hiervoor genomineerd voor een Oscar voor beste actrice. Andere genomineerden waren Joan Crawford, Betty Davis, Susan Hayward en Shirley Booth. De Oscar zou uiteindelijk naar Booth gaan. Wel won zij dat jaar een Tony Award voor haar rol in het toneelstuk I Am a Camera. In 1955 volgde een verfilming hiervan, waar zij ook de hoofdrol in speelde.
In de jaren zestig kreeg Harris opnieuw bekendheid toen ze speelde in de horrorfilm The Haunting (1963). Zij was maar weinig te zien op de set tijdens de opnamen voor de film en zou ook zo min mogelijk in contact komen met andere acteurs. Zelf legde ze uit dat ze dit puur deed voor haar rol.

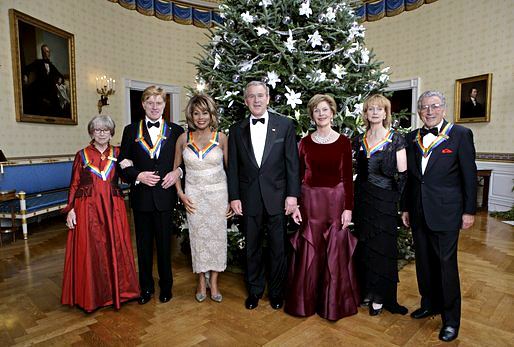
Harris (uiterst links) met Robert Redford, Tina Turner, George W. Bush, Laura Bush, Suzanne Farrell en Tony Bennett in het Witte Huis

Harris zou nog tienmaal genomineerd worden voor een Tony Award en won er daaruit vijf. Haar carrière vond voornamelijk plaats in films. Na in een groot aantal televisiefilms te hebben gespeeld, zou zij in 1980 de rol van Lilimae Clements krijgen in de soapserie Knots Landing. Deze rol zou ze blijven spelen tot en met 1987. Voor haar televisiewerk werd zij elf keer genomineerd voor een Emmy Award.
Op 5 december 2005 werd Harris uitgeroepen tot een Kennedy Center Honoree (Kennedy Center Honors). Tijdens de receptie in het Witte Huis vertelde de toenmalige president George W. Bush: "Het is moeilijk om het Amerikaanse theater voor te stellen zonder het gezicht, de stem en het ongelimiteerde talent van Julie Harris. Ze vond haar geluk in haar werk en wij danken haar voor het delen van haar geluk voor de wereld."
Harris woonde tot aan haar dood in West Chatham. Zij trouwde en scheidde drie keer en had een zoon. Ze overleefde veel tegenslagen, zoals borstkanker, een nare val en een beroerte. Zij bleef tot het laatst actief in de filmwereld en overleed op 87-jarige leeftijd aan congestief hartfalen.

## Filmografie
- Bibsys: 90910731
- Biblioteca Nacional de España: XX1166672
- Bibliothèque nationale de France: cb14040321b (data)
- Catàleg d'autoritats de noms i títols de Catalunya: 981058528399406706
- Gemeinsame Normdatei: 135569036
- International Standard Name Identifier: 0000 0001 0871 5690
- Library of Congress Control Number: n81086391
- MusicBrainz: 209e0743-fcef-4e38-9630-5f6635a20a08
- Nationale Bibliotheek van Tsjechië: pna2006327292
- Nationale bibliotheek van Australië: 35950546
- Nationale Bibliotheek van Israël: 987007441767405171
- Nationale Bibliotheek van Polen: a0000002312919
- Nederlandse Thesaurus van Auteursnamen: 074334565
- SNAC: w6t43x56
- Système universitaire de documentation: 056869584
- Trove: 1159577
- Virtual International Authority File: 13636084
- WorldCat: E39PBJdctmWpjWjkphVpjrDg8C